# 7017 Uradowan
7017 Uradowan è un asteroide della fascia principale. Scoperto nel 1992, presenta un'orbita caratterizzata da un semiasse maggiore pari a 2,4284507 UA e da un'eccentricità di 0,1153779, inclinata di 7,34472° rispetto all'eclittica.